# Janvier 1769
Cette page présente les faits marquants du mois de janvier 1769.

## Événements
- 14 janvier : Création de Missa brevis n° 2 de Mozart
- 22 janvier : Création de Dimiao

## Naissances
- 1er janvier
  - Henry S. Thibodaux (mort le 23 octobre 1827), politicien américain
  - Jane Marcet (morte le 28 juin 1858), autrice britannique de vulgarisation scientifique
  - Marie-Louise Lachapelle (morte le 4 octobre 1821), sage-femme française
- 2 janvier : Nannette Streicher (morte le 16 janvier 1833), factrice de pianos et pianiste germano-autrichienne
- 5 janvier : Pierre Wittgenstein (mort le 11 juin 1843), général russe
- 6 janvier
  - Boris Vladimirovitch Galitzine (mort le 6 janvier 1813), traducteur français
  - Jacques-Philippe Senné (mort le 3 octobre 1848), personnalité politique française
  - Jean-Baptiste Cacault (mort le 30 septembre 1813), général français
  - Jean Constantin Protain (mort le 24 décembre 1837), architecte français
- 8 janvier
  - Jeanne Charlotte du Luçay (morte en 1845), courtisane française
  - Pietro Benvenuti (mort le 3 février 1844), peintre italien
- 9 janvier
  - Anton Kothgaßner (mort le 2 juin 1851), artiste viennois du XIXe siècle
  - Guillaume-Auguste Jaubert (mort en mars 1825), personnalité politique française
  - Jacques Gabriel du Chaffault (mort le 20 décembre 1849), militaire et homme politique français
  - Samuel Warren (mort le 15 octobre 1839), amiral britannique
- 10 janvier
  - Claude-Marie de Rivérieulx de Chambost (mort le 13 février 1827), personnalité politique française
  - Michel Ney (mort le 7 décembre 1815), général français
- 11 janvier : A.-M. Lafortelle (mort le 21 février 1851), dramaturge français des XVIIIe et XIXe siècles
- 13 janvier
  - Jean Pierre Ducolombier (mort le 12 mars 1819), administrateur français
  - Pierre Macon (mort le 27 octobre 1806), général français de la Révolution et de l’Empire
- 14 janvier : Melchior Mayot (mort le 18 août 1812), officier français
- 15 janvier : Athanase Conen de Saint-Luc (mort le 30 mai 1844), personnalité politique française
- 16 janvier : Charles-François-Alexandre de Mostuéjouls (mort le 10 avril 1849), homme politique français
- 17 janvier : Charles Antoine Dominique Xaintrailles (mort le 13 mai 1833), général français
- 19 janvier : Antoine Boin (mort le 29 janvier 1852), personnalité politique française
- 20 janvier : Chrétien François Antoine Faure de Gière (mort le 2 février 1813), général français de la révolution et de l’Empire
- 21 janvier : 
  - Francisco Novella Azabal Pérez y Sicardo (mort 9 avril 1822), militaire espagnol
  - Ignacio Allende (mort le 26 juin 1811), militaire insurgé mexicain
- 22 janvier
  - Federico Moretti (mort le 17 janvier 1839), militaire, compositeur et musicien italien
  - Jean-Baptiste Jeanin (mort le 2 mai 1830), général français
- 23 janvier
  - Adélaïde de Saint-Germain (morte le 10 mars 1850), supposée fille illégitime de Louis XV
  - Alexis-Joseph Rostand (mort le 27 janvier 1854), négociant et homme politique français
  - Charles Louis Cadet de Gassicourt (mort le 21 novembre 1821), avocat, pharmacien, écrivain et goguettier français
  - Karl Georg Maaßen (mort le 2 novembre 1834), personnalité politique allemande
- 25 janvier
  - Antoine-Louis de Percin (mort le 11 février 1850), personnalité politique française
  - Jean-Baptiste Augier (mort le 3 septembre 1819), personnalité politique française
- 26 janvier : Ernst Moritz Arndt (mort le 29 janvier 1860), écrivain prussien, député au Parlement de Francfort
- 27 janvier : Jean-Chrysostôme Calès (mort le 4 mai 1853), personnalité politique française
- 28 janvier
  - Marc Nicolas Louis Pécheux (mort le 1er novembre 1831), général français
  - Thomas Middleton (mort le 8 juillet 1822), évêque de Calcutta
- 30 janvier
  - André-Jacques Garnerin (mort le 18 août 1823), inventeur et aérostier français
  - Jean-Nicolas Gendarme (mort le 6 juin 1845), maître de forges français
  - Joseph Fischer (mort le 5 août 1822), peintre et graveur autrichien
- 31 janvier
  - André-Jacques Garnerin (mort le 18 août 1823), inventeur et aérostier français
  - Henry Howard (mort le 5 octobre 1847), peintre britannique

## Décès
- 1er janvier : Jean-François de La Borde (né le 6 juin 1691), financier
- 6 janvier
  - Charles Sackville (né le 6 février 1710), homme politique anglais, 2e duc de Dorset
  - Giuseppe Brignole (né le 18 février 1703), noble italien
- 10 janvier : Louis Grénon (né en 1734), musicien d'église et compositeur français du XVIIIe siècle
- 17 janvier : Józef Gogolewski (né en 1745), militaire
- 18 janvier : Hakuin Ekaku (né le 19 janvier 1685), Maître bouddhiste zen japonais
- 19 janvier : Daniel-Charles Trudaine (né le 2 janvier 1703), administrateur français (1703-1769)
- 20 janvier : Frédéric-Christian de Brandebourg-Bayreuth (né le 17 juillet 1708), prince allemand
- 21 janvier : Nicolas Irénée Ruinart (né le 4 avril 1697), homme d'affaires français
- 24 janvier : François de Chevert (né le 2 février 1695), général français
- 29 janvier : Gottfried Prehauser (né le 8 octobre 1699), écrivain autrichien